# Futsal Club Total Slavík Bakov nad Jizerou
Il Futsal Club Total Slavík Bakov nad Jizerou è stata una squadra ceca di calcio a 5 con sede a Bakov nad Jizerou.

## Storia
Fondata nel 1981 con il nome "MaSK Bakov nad Jizerou", la società ha vinto campionato ceco e una Coppa nazionale. Nel 2001 il Bakov ha partecipato al European Champions Tournament, venendo eliminato nella fase a gironi. Nel 2009 la società si è trasferita a Mladá Boleslav per dare origine alla sezione di calcio a 5 del Mladá Boleslav.

## Palmarès
- Campionato ceco: 1
1999-2000
- Coppa della Repubblica Ceca: 1
1998-99